# Museo de la carroza (Florencia)
El Museo de la Carroza es un museo ubicado en el Palacio Pitti. Se exponen diversas carrozas que pertenecieron a la nobleza.

## Descripción
El museo expone carrozas que pertenecieron a la corte del gran ducado, especialmente las del siglo XVIII y XIX. Algunos ejemplares están magistralmente decorado con paneles pintados con escenas típica de la época, asientos tapizados con cuero fino, cortinas y arneses fabricados de forma tradicional. La colección del museo cuenta con diez carrozas, dos sillas de mano, destinadas especialmente a las cortes de Lorena y Saboya y algunos arneses para caballos.
El ejemplo más antiguo es el coupé biplaza, que perteneció a la Casa Giugni. A este le sigue el carruaje Scipione de Ricci, obispo de Pistoia. El más preciado es, quizá, el de Fernando III de Lorena, creado en 1816 por Paolo Santi y pintado por Antonio Marini, retratando a famoso y gobernantes florentino como Lorenzo de Médici, Poliziano, Cosme I, Cosme II, Galileo Galilei y Leopoldo II. También hay otros dos carruajes encargados por Fernando III.
El carruaje de gala de Fernando II de Borbón tiene una representación pintada de Musas. Por otro lado un carruaje, que quizás perteneció a Francisco IV de Módena, proviene de los establos de Saboya.
También hay una carroza siciliana de la familia Asmundo, decorada ricamente y que perteneció a la colección Stefano Bardini.
Algunos carruajes se utilizaron solo en ocasiones de gala, como bodas o desfiles oficiales. Entre ellos destaca el llamado «carruaje dorado», rematado por una corona dorada que simboliza el alta rango de los ocupantes. También se exhiben aquí carrozas funerarias, además de la colección gran ducal; carrozas que pertenecieron al rey de las Dos Sicilias (entre ellos un carruaje azul), una silla gestatoria del arzobispo de Florencia fechada en 1793 y otros dignatarios florentinos. Está prevista la reapertura del museo, quizá en el Rondò di Bacco, donde estaban ubicados los antiguos establos reales.